# Rock runt riket 1987
Rock runt riket 1987 var en konsertturné i Sverige, gjord av Eva Dahlgren, Ratata och Roxette mellan 17 juli och 12 augusti 1987. Orup var förartist.

## Turnéplan
| Datum           | Arena                         | Ort           | Publik |
| --------------- | ----------------------------- | ------------- | ------ |
| 17 juli 1987    | Varbergs fästning             | Varberg       |        |
| 18 juli 1987    | Sofiero slott                 | Helsingborg   |        |
| 21 juli 1987    | Borgholm strand               | Borgholm      |        |
| 23 juli 1987    | Folkets park                  | Hunnebostrand |        |
| 24 juli 1987    | Brunnen                       | Eringsboda    |        |
| 25 juli 1987    | Folkets park                  | Hultsfred     |        |
| 27 juli 1987    | Skeppsholmen                  | Stockholm     |        |
| 29 juli 1987    | Mariebergsskogen              | Karlstad      |        |
| 31 juli 1987    | Brunnsparken                  | Örebro        |        |
| 1 augusti 1987  | Isstadion                     | Eskilstuna    |        |
| 2 augusti 1987  | Himlaspelsscenen, Nöjesfältet | Leksand       |        |
| 5 augusti 1987  | Folkets park                  | Gävle         |        |
| 7 augusti 1987  | Hofvallen                     | Östersund     |        |
| 8 augusti 1987  | Folkets park                  | Skellefteå    |        |
| 12 augusti 1987 | Christinehof slott            | Tomelilla     |        |

## Medverkande
- Clarence Öfwerman - klaviatur
- Henrik Janson - elgitarr
- Marianne Flynner - bakgrundssång
- Matts Alsberg - bas
- Per Pelle Alsing - trummor
- Per Andersson - klaviatur och slagverk